# Albert felfedezőúton
Az Albert felfedező úton vagy Albert kérdezi – Mi az élet? (eredeti cím: Albert auf Entdeckungstour) német–magyar televíziós 2D-s számítógépes animációs sorozat, amely a JEP-Animation és a Kecskemétfilm Kft. koprodukciója, 2003-ban készült. A sorozat az 1995-ben készült Albert mondja… a természet jobban tudja testvérsorozata. Németországban a ZDF vetítette, Ausztriában az ORF sugározta, Magyarországon a Minimax adta, új változatban az RTL Klub, a Duna és az M2 ismételte.

## Magyar hangok
- Albert – Kerekes József
- Zora – Kocsis Mariann

További magyar hangok: ?

## Epizódok
| #   | Magyar cím                    | Eredeti cím                                 |
| --- | ----------------------------- | ------------------------------------------- |
| 1.  | Az ősrobbanás                 | Der Knall im All                            |
| 2.  | Az élet meghódítja a Földet   | Das Leben erobert das Land                  |
| 3.  | A dinoszauruszok birodalmában | Das Reich der Dinosaurier                   |
| 4.  | A dinoszauruszok halála       | Das Ende der Dinosaurier                    |
| 5.  | Éljen a hüvelykujj            | Ein Hoch auf den Daumen                     |
| 6.  | Két lábbal a földön           | Auf beiden Beinen                           |
| 7.  | Az ember terjeszkedik         | Jenseits von Afrika                         |
| 8.  | Duma, duma, duma              | Rhababer, Rhababer, Rhababer                |
| 9.  | Hogyan kell pizzát rendelni?  | Wie bestellt man eine Pizza?                |
| 10. | A tűz: barát vagy ellenség?   | Feuer: Freund oder Feind?                   |
| 11. | Korok és szerszámok           | Das ist der Hammer!                         |
| 12. | Gépek és robotok              | Gute Technik, böse Technik                  |
| 13. | A kerék története             | Jetzt geht’s rund                           |
| 14. | Könnyű poggyász               | Mit leichtem Gepäck                         |
| 15. | Az emberiség álma             | Ein Traum wird wahr                         |
| 16. | Űrutazás                      | Der Griff nach den Sternen                  |
| 17. | Jó a jó szomszéd              | Auf gute Nachbarschaft                      |
| 18. | Ruha teszi az embert          | Kleider machen Leute – Leute machen Kleider |
| 19. | Enni - nem enni               | Der Überdruss am Überfluss                  |
| 20. | Barátot nem eszünk            | Freunde isst man nicht                      |
| 21. | Hol találok itt orvost?       | Wo ist denn hier ein Arzt?                  |
| 22. | Utazás a test belsejében      | Mit der Medizin unterwegs                   |
| 23. | Hol a határ?                  | Grenzen sind zum Testen                     |
| 24  | A részvétel a fontos          | Dabei sein ist alles                        |
| 25. | Ez is művészet                | Das ist doch keine Kunst                    |
| 26. | Zsugorodó világunk            | Große kleine Welt                           |